# Gümüş
Gümüş, (Sølv) er en tyrkisk dramaserie som først blev sendt i 2005 på den tyrkiske kanal Kanal D. Serien har været meget populær bl.a. indenfor den arabiske verden da den blev sendt på kanalen MBC.

## Handling
Gümüş er en ung kvinde der bor i Afyon sammen med sin mormor. I den anden ende af Tyrkiet i Istanbul bor den velhavende familie som hedder Sadoglü. Det starter med at Mehmet Sadoglu mister sin kærste som var gravid i en ulykke, Mehmet går helt ned efter ulykken, han drikker sig fuld hver dag og er ikke på på arbejde osv. Mehmet's farfar får nok af det og ringer til Gümüş' mormor får at sige at de vil komme og have Gümüş til Mehmet. De siger selvfølgelig ja til det, selv om Gümüş ikke ved at Mehmet faktisk ikke kan lide hende. De bliver gift og efter noget tid indser Mehmet at Gümüş er hans kærlighed og at han faktisk ikke kan leve uden hende.

## Skuespillere
- Salam: Salam Alasadi
- Gümüş (Noor): Songül Öden
- Mehmet (Mohanned): Kıvanç Tatlıtuğ
- Mehmet (Fikri) : Ekrem Bora
- Şeref: Güngör Bayrak
- Esra: Funda İlhan
- Pınar: Ayça Varlıer
- Gülsün: Laçin Ceylan
- Bahar: Sevinç Gürsen Akyıldız
- Tarık: Tarık Ünlüoğlu
- Emir: Barış Bağcı
- Ahmet: Cüneyt Çalışkur
- Onur: Serdar Orçin
- Gökhan: Kamil Güler
- Engin: Emre Karayel
- Levent: Tayfun Eraslan
- Didem: Cansın Özyosun
- Dilruba: Füsun Erbulak
- Dilek: Çiğdem Batur